# 2 Pułk Wojskowej Straży Granicznej

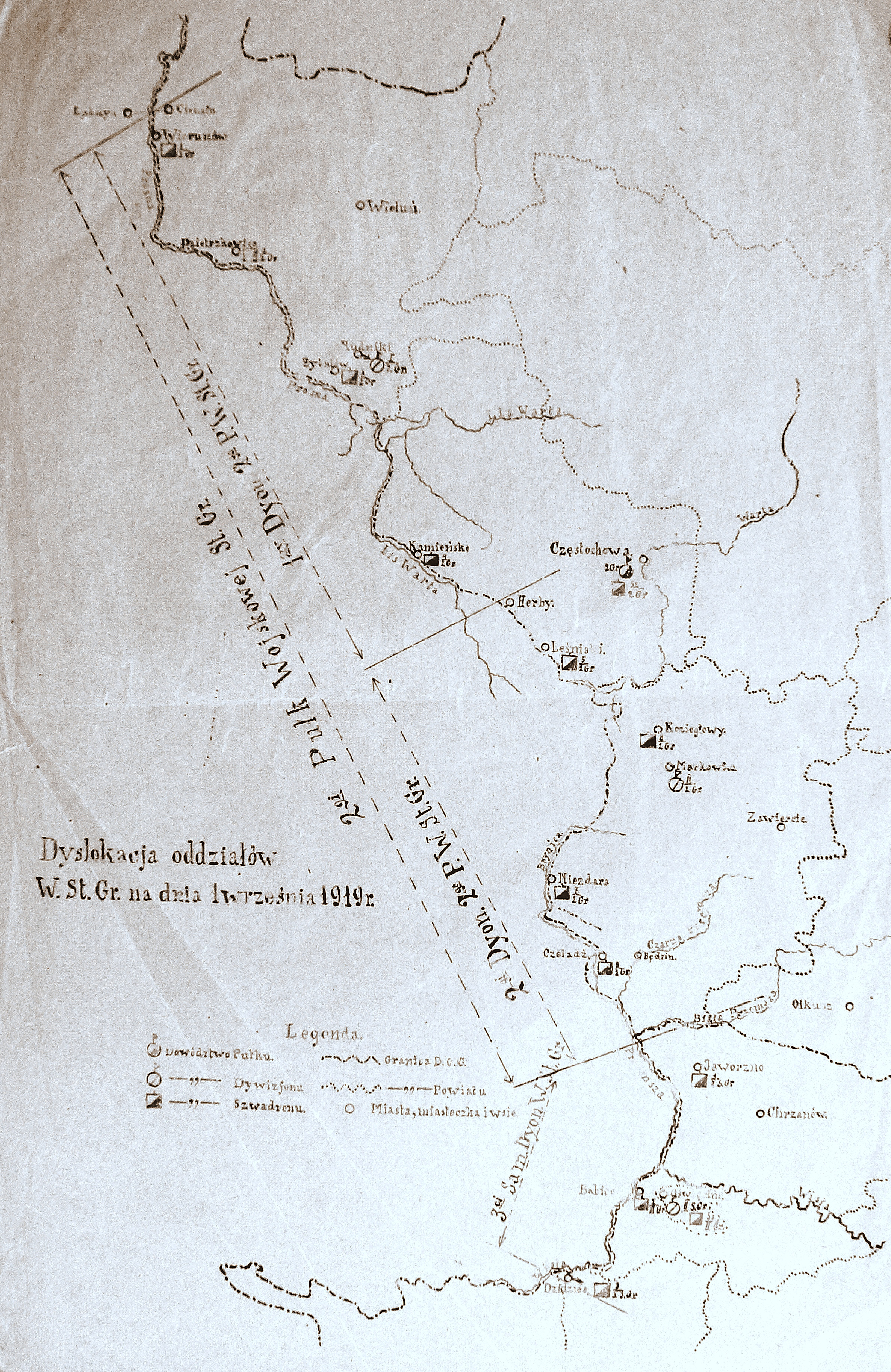
Szkic rozmieszczenia 2 pułku Wojskowej Straży Granicznej w 1919

2 Pułk Wojskowej Straży Granicznej – jednostka organizacyjna Wojskowej Straży Granicznej w II Rzeczypospolitej.

## Geneza
2 pułk Wojskowej Straży Granicznej sięga rodowodem posterunku nr 5 Straży Gospodarczo-Wojskowej stacjonującego w Herbach. Posterunek ten składał się z 30 ludzi przybyłych w listopadzie 1918 z POW z Radomska. Dowódcą posterunku był ppor. Lipko. 15 grudnia do Częstochowy przybyli: rtm. Kulwiec, por. Rojkiewicz, por. Sommer, por. Rzempołuch, por. Wilczyński i ppor. Leśniewski z zadaniem zorganizowania 2 dywizjonu Straży Granicznej. Sztab dywizjonu rozmieścił się w Częstochowie przy ul. Parkowej 14, a napływających ochotników kwaterowano w koszarach Zawady. 13 stycznia na granice do Herb wyruszył 1 szwadron por. Rzempołucha. Ten źle wyposażony, niejednolicie umundurowany, niewyszkolony i składający się z żołnierzy o słabym morale nie robił dobrego wrażenia na mieszkańcach pogranicza, którzy to nadali mu przydomek „Franciszkanie”.

2 szwadron dywizjonu formował się w Warszawie i przybył do Częstochowy w styczniu 1919. Dowództwo nad nim objął por. Marian Karwowski. Żołnierze szwadronu byli dobrze umundurowani i wyszkoleni. Szwadron rozmieszczony został w koszarach „Zawady” na 2 piętrze. Niestety, 31 stycznia w nocy, w koszarach wybuchł pożar i większość wyposażenia żołnierskiego spłonęła. Idący 4 lutego na granicę 2 szwadron również nie zrobił pozytywnego wrażenia. Szwadron zajął odcinek od Gniazdowa do Niezdary. Sztab szwadronu rozmieścił się Kamienicy Polskiej (Koziegłowy). 4 szwadron por. Wincentego Karskiego przeszedł do Sosnowca.
Pozostałe szwadrony formowały się w Częstochowie i tam pełniły służbę garnizonową. Wstępujący do Straży Granicznej element ludzki był słabej kondycji, a w służbie granicznej widzieli możliwość łatwego osobistego zysku. Na granicy szerzyła się korupcja i łapownictwo.
19 lutego 1919 do Częstochowy przybył płk Władysław Poledni. Jego zadaniem było sformowanie 2 pułku Straży Granicznej. Bazę stanowił 2 dywizjon SG.

## Formowanie i zmiany organizacyjne
Wiosną 1919 Straż Graniczna przeszła pod wyłączną komendę Ministerstwa Spraw Wojskowych. W ramach zmian strukturalnych nastąpiły zmiany w nazwie. Odtąd korpus SG nazywał się Wojskową Strażą Graniczną. Oddziały Wojskowej Straży Granicznej, w terenie podporządkowano w całości Dowództwom Okręgów Generalnych. Sztab 2 pułku Wojskowej Straży Granicznej i jego i II dywizjon podporządkowany został Dowództwu Okręgu Generalnego „Kielce”, a I dywizjon – DOG „Kraków”. Inspektorat Wojskowej Straży Granicznej spełniał jedynie funkcje inspektorskie na ogólnych zasadach inspektorów broni. Kontrolował stan wyszkolenia, sprawności i gotowości bojowej. Był też ogniwem łącznikowym pomiędzy odpowiednimi ministerstwami.
Pułk składał się z dowództwa pułku, ośmiu szwadronów liniowych i szwadronu szkolnego. Pułk był podzielony na dwa dywizjony, a dywizjon na 4 szwadrony. Dowództwo pułku i szwadron szkolny stacjonowały w Częstochowie. Dowództwo dywizjonów i szwadrony na granicy.
Szeregowymi byli zazwyczaj narodowości polskiej, wywodzili się przeważnie z województwa kieleckiego i siedleckiego. Szkolenie podstawowe przechodzili w szwadronie szkolnym w Częstochowie, a doskonalące w plutonach szwadronów i na placówkach. Występował duży brak oficerów i starszych podoficerów. Wyżywienie, umundurowanie i uzbrojenie pułku było dobre. Brakowało karabinów maszynowych i koni. Na szwadron przypadało około 20 koni.
Jeszcze w kwietniu 1919 przeniesiono do Częstochowy 2 i 3 szwadron i kontynuowano ich formowanie.

Na początku maja ściągnięto szwadrony z granicy do Częstochowy, a granice obsadziły jednostki liniowe. W Częstochowie przystąpiono do intensywnego szkolenia. Większość żołnierzy-ochotników wysłano do jednostek liniowych, a w ich miejsce szwadrony otrzymały rekrutów.
W maju 1919 zdecydowano się wymienić wszystkich żołnierzy 4 szwadronu. Zadanie to otrzymały wszystkie bataliony zapasowe OGen „Kraków”. Żołnierze „starego” 4 szwadronu marszem pieszym przeszli z Sierszy do Kiedrzynia. Tam stary szwadron został rozformowany i wysłany do Kielc, a jego żołnierze wcieleni zostali do jednostek liniowych.

Celem zapewnienia lepszych warunków szkoleniowych dowództwo II dywizjonu, 5 i 6 szwadron przeniesiono do Grabówki. Tam ćwiczono taktykę, regulaminy i prowadzono prace oświatowo-wychowawczą. W tym czasie dowództwo pułku stacjonowało w Kiedrzyniu. Tam, też po serii ćwiczeń, trafił II dywizjon. W Kiedrzeniu nadal prowadzono intensywne szkolenie. Zwieńczeniem była „rewia” w Częstochowie przed gen. Roją, na której to 2 pułk WSG zaprezentował się w sposób właściwy i został wysoko oceniony. W tym czasie plagą były dezercje, a w zasadzie samowolne oddalenia.
14 lipca 1919 ukazało się rozporządzenie ministra spraw wojskowych odnośnie do dyslokacji i reorganizacji oddziałów granicznych. II dywizjon 2 pułku WSG przeformowany został na I dywizjon 2 pułku Wojskowej Straży Granicznej.
Na dzień 15 listopada dowództwo pułku i I dywizjonu rozmieszczone było przy ulicy Parkowej 14 na II piętrze. Dowództwo II dywizjonu stacjonowało w Kiedrzyniu, a dowództwo dywizjonu szkolnego w koszarach Zawada.

28 listopada pułk otrzymał zadanie obsadzenia 300 kilometrowego odcinka granicy. W tym czasie stany osobowe szwadronów wahały się w granicach około 50%. 30 listopada szwadrony ruszyły nad granicę. Dowództwo pułku i I dywizjonu pozostało w Częstochowie. Dowództwo II dywizjonu przeniesiono do Oświęcimia. Poszczególne szwadrony stacjonowały w 1 – Wieruszów, 2 – Praszka, 3 – Przystajń, 4 – Herby, 5 – Koziegłowy, 6 – Sosnowiec, 7 – Jeleń, 8 – Jowiszowice.
3 marca 1920 wiceminister spraw wojskowych generał podporucznik Kazimierz Sosnkowski przemianował dotychczasową formację „Wojskowa Straż Graniczna” na „Strzelców Granicznych”. Pułk zmienił swoją nazwę.

## Służba graniczna
W kwietniu 1919 2 pWSG otrzymał zadanie obsadzenia granicy od Grabowa do Dziedzic. Sztab pułku i II dywizjonu miał pozostać nadal w Częstochowie, a sztab II dywizjonu w Oświęcimiu.

I dywizjon obsadził odcinek granicy od Bobrownik do Dziedzic.

II dywizjon obsadził odcinek granicy od Grabowa do Bobrownik [wył.] Jego 5 szwadron obsadził rubież Bobrowniki – Gniazdów, 6 szwadron Gniazdów – Herby, 7 szwadron Herby – Praszka, 8 szwadron Praszka – Grabów. Sposób obsadzenia granicy przez II dywizjon został zakwestionowany przez Inspektorat WSG. Dowództwo OGen „Kielce” utrzymało jednak w mocy swój rozkaz.
14 lipca 1919 ukazało się rozporządzenie ministra spraw wojskowych odnośnie do dyslokacji i reorganizacji oddziałów granicznych. 2 pułk Wojskowej Straży Granicznej rozlokowano na odcinku granicznym od Cieszyna do Białej Przemszy. Dowództwo pułku przeniesiono z Kiedrzynia do Częstochowy,

I dywizjon ochraniał odcinek od linii Lubczyn – Cieszyn do Herb. Sztab dywizjonu rozmieszczono w Rudnikach (wcześniej Grabówko). 1 szwadron po sformowaniu w Częstochowie przegrupowano do Wieruszowa, 2 szwadron stacjonował w Dzietrzkowicach, 3 szwadron w Żytniowie, a 4 szwadron w Kamieńsku.

II dywizjon 2 pułku WSG obsadził granicę na odcinku od Herb do Białej Przemszy. Sztab dywizjonu po sformowaniu w Częstochowie kwaterował w Markowicach. 5 szwadron rozmieszczono w Leśnikach, 6 szwadron, po sformowaniu w Częstochowie, przeniesiono do Koziegłów, 7 szwadron, sformowany w Częstochowie przedyslokowano do m. Niezdary, a 8 szwadron kwaterował w Czeladzi.
Tym samym rozporządzeniem nakazano sformowanie przy pułku 4 szwadronu szkolnego WSG.
Pod koniec 1919 i na przełomie lat 1919/1920 nastąpiły dalsze zmiany w dyslokacji pododdziałów Wojskowej Straży Granicznej. 2 pułk WSG miał zluzować jednostki 7 Dywizji Piechoty i Bytomskiego pułku strzelców i objąć granicę państwa od punktu „gdzie zbiegają się granice Galicji z północną granicą Ślaska Cieszyńskiego, aż do punktu w którym zbiegają się granice byłej Kongresówki z południową granicą Poznańskiego”.
2 dywizjon 2 pułku WSG obsadził granicę dotychczas zabezpieczaną przez 3 samodzielny dywizjon WSG. Odcinek ochraniany przez pułk wydłużył się do około 240 km. Granicę od Białej Przemszy do Dziedzic obsadziły 6 i 7 szwadrony 2 dywizjonu, a kolejne szwadrony mające dłuższe odcinki przesunęły się w kierunku południowym. Nastąpiły także zmiany w strukturze organizacyjnej pułku. 2 dywizjon, którego sztab przeniesiono do Oświęcimia, miał tylko dwa szwadrony (7 i 8) i podlegał DOG „Kraków”, natomiast 1 dywizjon miał w sumie sześć szwadronów (1–6) i podlegał DOG „Kielce”. Pod względem gospodarczym cały 2 pułk WSG łącznie ze szwadronami 8 i 7 rozlokowanymi na odcinku DOG „Kraków” podlegał Dowództwu Okręgu Generalnego Kielce. Stan „scentralizowanej” podległości gospodarczej trwał zaledwie kilkanaście dni. Szwadrony stacjonujące na terenie odpowiedzialności DOG „Kraków” powróciły w jego podporządkowanie.
Zgodnie z rozkazem Inspektoratu WSG nr 819 z 27 listopada 1919 szwadrony miały zająć następujące odcinki pasa granicznego:
- 1 szwadron od linii Lubczyna – Cieszęcin (6 km na płn od Wieruszowa) do linii Wróblew – Uschutz (Uszyce). Dowództwo rozmieścić w Bolesławcu.
- 2 szwadron od linii Wróblew – Uschutz (Uszyce) do linii Bobrowo – Psurów. Dowództwo rozmieścić w Kowalach
- 3 szwadron od linii Bobrowo – Psurów do wsi Łebki. Dowództwo rozmieścić w Przystajni.
- 4 szwadron od wsi Łebki do osady Rudniki Małe. Dowództwo rozmieścić w Herbach.
- 5 szwadron od osady Rudniki Małe do wsi Niezdara. Dowództwo rozmieścić w Koziegłowach.
- 6 szwadron od wsi Niezdara do rzeki Biała Przemsza. Dowództwo rozmieścić w Czeladzi.
- 7 szwadron od rzeki Biała Przemsza do Wisły. Dowództwo rozmieścić w Byczynie k/ Jaworzna.
- 8 szwadron od ujścia Białej Przemszy do Wisły i dalej do Dziedzic. Dowództwo rozmieścić w Jawiszowicach.

Według relacji rtm. Eugeniusza Karczewskiego z 1930, 7 szwadron por. Eugeniusza Karczewskiego zajmował odcinek: Łupki, Herby Polskie, Aleksandria, Leśniki, Hutki i Rudniki. Dowództwo szwadronu stacjonowało w Herbach Polskich. Tu też znajdowała się komora celna i punkt przejściowy. Odcinek szwadronu podzielony był na trzy pododcinki. Na każdym pododcinku stacjonował pluton, który wystawiał placówkę. Posterunki oznaczone były numerami. Każda placówka posiadała książkę kontrolną z imiennym spisem strzelców pełniących służbę na posterunkach z oznaczeniem godziny i numerem posterunku. Książka ta była przymocowana do stołu i zalakowana pieczęcią. Przy każdej placówce znajdował się posterunek alarmowy. W razie alarmu każdy wartownik oddawał trzy strzały. Zmiana na posterunkach odbywała się co 4 godziny, zimą co 2 godziny, a w nocy wartownicy pełnili służbę parami. Patrole konne wysyłano co 8 godzin. Placówki znajdowały się na kwaterach prywatnych. Była to wielka niedogodność w pełnieniu służby granicznej. Placówki zmieniano co miesiąc.

## Rozmieszczenie pułku
Struktura pułku 17 kwietnia 1919:
- dowództwo pułku – Kiedrzyń (2/12)[l]
- dowództwo I dywizjonu – Oświęcim
  - 1 szwadron – Babice (3/119)
  - 2 szwadron – Chrzanów (3/177)
  - 3 szwadron – (niesformowany)
  - 4 szwadron – Kierzyń (3/169)
- dowództwo II dywizjonu – Grabówka (4/44)
  - 5 szwadronu – Grabówka (1/83)
  - 5 szwadronu – Grabówka (1/173)
  - 7 szwadronu – Kiedrzyń (2/187)
  - 8 szwadronu – Częstochowa (2/128)

| Rozmieszczenie 2 pWSG w Częstochowie w lipcu 1919   | Rozmieszczenie 2 pWSG w Częstochowie w lipcu 1919 | Rozmieszczenie 2 pWSG w Częstochowie w lipcu 1919 | Rozmieszczenie 2 pWSG w Częstochowie w lipcu 1919 | Rozmieszczenie 2 pWSG w Częstochowie w lipcu 1919 | Rozmieszczenie 2 pWSG w Częstochowie w lipcu 1919 | Rozmieszczenie 2 pWSG w Częstochowie w lipcu 1919 | Rozmieszczenie 2 pWSG w Częstochowie w lipcu 1919 | Rozmieszczenie 2 pWSG w Częstochowie w lipcu 1919 |
| --------------------------------------------------- | ------------------------------------------------- | ------------------------------------------------- | ------------------------------------------------- | ------------------------------------------------- | ------------------------------------------------- | ------------------------------------------------- | ------------------------------------------------- | ------------------------------------------------- |
| dywizjony                                           | I/2 pWSG w Rudnikach                              | I/2 pWSG w Rudnikach                              | I/2 pWSG w Rudnikach                              | I/2 pWSG w Rudnikach                              | I/2 pWSG w Markowicach                            | I/2 pWSG w Markowicach                            | I/2 pWSG w Markowicach                            | I/2 pWSG w Markowicach                            |
| szwadrony                                           | 1. Wieruszów                                      | 2. Dzietrzkowice                                  | 3. Żytniowo                                       | 4. Kamieńsko                                      | 5. Leśniaki                                       | 6. Koziegłowy                                     | 7. Niezdara                                       | 8. Czeladź                                        |
| Rozmieszczenie 2 pWSG w Częstochowie w grudniu 1919 |                                                   |                                                   |                                                   |                                                   |                                                   |                                                   |                                                   |                                                   |
| dywizjony                                           | I/2 pWSG w Częstochowie                           | I/2 pWSG w Częstochowie                           | I/2 pWSG w Częstochowie                           | I/2 pWSG w Częstochowie                           | I/2 pWSG w Oświęcimiu                             | I/2 pWSG w Oświęcimiu                             | I/2 pWSG w Oświęcimiu                             | I/2 pWSG w Oświęcimiu                             |
| szwadrony                                           | 1. Wieruszów                                      | 2. Praszka                                        | 3. Przystajń                                      | 4. Herby                                          | 5. Koziegłowy                                     | 6. Sosnowiec                                      | 7. Jeleń                                          | 8. Jawiszowice                                    |
| Rozmieszczenie 2 pWSG w Częstochowie 25 lutego 1920 |                                                   |                                                   |                                                   |                                                   |                                                   |                                                   |                                                   |                                                   |
| dywizjony                                           | I/2 pWSG w Częstochowie                           | I/2 pWSG w Częstochowie                           | I/2 pWSG w Częstochowie                           | I/2 pWSG w Częstochowie                           | II/2 pWSG w Oświęcimiu                            | II/2 pWSG w Oświęcimiu                            | II/2 pWSG w Oświęcimiu                            | II/2 pWSG w Oświęcimiu                            |
| szwadrony                                           | 1. Bolesławiec                                    | 2. Praszka                                        | 3. Przystajń                                      | 4. Herby                                          | 5. Gniazdów                                       | 6. Czeladź                                        | 7. Byczyna                                        | 8. Jowiszowice                                    |
| placówki                                            | Bezula                                            | Przedmość                                         | Starokrzepice                                     | Herby                                             | Cynków                                            | Bobrowniki                                        | Chełmek                                           | Babice                                            |
| placówki                                            | Gola                                              | Szyszków                                          | Podłęże Szl.                                      | Aleksandria                                       | Zendek                                            | Czeladź                                           | Wysoki Brzeg                                      | Brzeszcze                                         |
| placówki                                            | Mieleszyn                                         | Wygiełdów                                         | Radły                                             | ?                                                 | Niezdarna                                         | Sosnowice                                         | Jęzor                                             | Jowiszowice                                       |
| placówki                                            | Krupka?                                           | Jelonki?                                          | Kamińsko                                          | ?                                                 |                                                   | Modrzejów                                         | Jeleń                                             | Kaniów                                            |
| placówki                                            | Bobrowo                                           |                                                   |                                                   |                                                   |                                                   |                                                   |                                                   |                                                   |

## Żołnierze pułku
Obsada personalna w 1919:
- dowódca pułku – płk Władysław Poderni
- zastępca dowódcy pułku – ppłk Mikołaj Sosnowski[p]
- adiutant pułku – por. Tadeusz Rojkiewicz[33]
- drugi adiutant pułku – por. Franciszek Bednarski
- naczelny lekarz pułku – por. Jan lekarz Danielski
- lekarz weterynarii pułku – mjr Jerzy Jaszczołd
- oficer prowiantowy pułku – por. Marian Lipko
  - drugi oficer prowiantowy – por. Stefan Koziński
- oficer kasowy pułku – por. Maurycy Rottenburg
- dowódca I dywizjonu – mjr Piotr Popławski[q]
  - adiutant I batalionu – ppor. Maurycy Krasiński
  - dowódca 1 szwadronu – kpt. Iskierko Stefan
  - dowódca 2 szwadronu – por. Zakrzewski Bolesław
  - dowódca 3 szwadronu – kpt. Wacław Jastrzębski
  - dowódca 4 szwadronu – ppor. Marian Majewski
- dowódca II dywizjonu – mjr Rudolf Wirski (od IX 1920)[r]
  - adiutant II batalionu – ppor. Szenajch
  - dowódca 5 szwadronu – por. Stefan Warchoł
  - dowódca 6 szwadronu – rtm. Piotr Powszedni[s]
  - dowódca 7 szwadronu – por. Eugeniusz Karczewski
  - dowódca 8 szwadronu – rtm. Zygmunt Sosnowski
- dowódca szwadronu szkolnego – mjr Włodzimierz Zeigert
  - zastępca dowódcy szwadronu szkolnego – rtm. Marian Trzciński

## Przekształcenia
- 2 dywizjon Straży Granicznej → II dywizjon 2 pułku Straży Granicznej → II dywizjon 2 pułku Wojskowej Straży Granicznej (do VI 1919) → 3 samodzielny dywizjon Wojskowej Straży Granicznej (do 1 II 1920) → 3 samodzielny dywizjon Strzelców Granicznych (do V 1921) → 10 pułk Strzelców Granicznych ↘ rozformowany